# Gilsdorf (Luxemburg)
Gilsdorf (Luxemburgs: Gilsdref) is een plaats in de gemeente Bettendorf en het kanton Diekirch in Luxemburg.
Gilsdorf telt 862 inwoners (2001).

## Geboren
- Josy Greisen (1916-2001), illustrator, karikaturist en decorschilder

Bettendorf · Bleesbréck · Broderbour · Clemenshaff · Gilsdorf · Keiwelbach · Moestroff · Selz

Luxemburgse gemeenten · Kanton Diekirch · Luxemburg